# Edwin H. McConkey
Edwin H. McConkey es un zoólogo, doctor en Biología, investigador y profesor universitario estadounidense.

## Biografía
McConkey obtuvo los títulos de BS (1949) y MS (1951) en la Universidad de Florida en Gainesville, y el doctorado en la Universidad de California en Berkeley en 1960, donde su interés por la historia natural se transformó en la biología molecular. Hizo un trabajo posdoctoral con Jean Brachet en Bélgica, y otro con J. D. Watson en Harvard. Ingresó en la Universidad de Colorado en 1966, donde trabajó en la síntesis de proteínas durante muchos años, después de los cuales la genética humana dominó en su docencia e investigación. Es autor, entre otras publicaciones, de un libro de texto, Human Genetics: The Molecular Revolution (Genética humana: la revolución molecular). En los últimos años estuvo interesado en estudiar la evolución del genoma humano. Su investigación se centró en analizar las regiones del Cromosoma 18 (humano), que estuvieron implicadas en una inversión pericéntrica después de que el linaje humano se separara del último antepasado común con los chimpancés. También estuvo activo en la organización de esfuerzos para establecer un proyecto internacional de evolución del genoma humano. En la actualidad (2021) es profesor emérito en el Departamento de Biología Molecular, Celular y del Desarrollo de la Universidad de Colorado en Boulder.

### Contribución a la taxonomía
Entre sus contribuciones a la taxonomía figuran la descripción original de la especie Ophisaurus incomptus, y de la subespecie Plestiodon egregius similis.

## Algunas publicaciones
- A Systematic Study of the North American Lizards of the Genus Ophisaurus. University of Florida, 1951.
- "A New Lizard of the Genus Ophisaurus from Mexico". Natural history miscellanea 145. Chicago Academy of Sciences, 1955.
- Protein Synthesis: A Series of Advances. 2 Vol. M. Dekker, 1971, ISBN 978-0-8247-1459-8.
- Human Genetics: The Molecular Revolution. Jones & Bartlett Learning, 1993, ISBN 978-0-8672-0854-2.
- How the Human Genome Works. Jones & Bartlett Learning, 2004, ISBN 978-0-6372-3842-3.

## Abreviatura
La abreviatura McConkey se emplea para reconocer a Edwin H. McConkey como autoridad en la descripción y taxonomía en zoología.